# Khỉ đuôi lợn phương nam
Khỉ đuôi lợn phương nam (danh pháp khoa học: Macaca nemestrina) là loài khỉ cựu thế giới có kích thước trung bình, phân bố ở nửa phía nam của bán đảo Mã Lai (chỉ mở rộng đến cực nam Thái Lan), Borneo, Sumatra và đảo Bangka. Trước năm 2001, người ta còn gộp cả khỉ đuôi lợn phương bắc (Macaca leonina) như là một phân loài của loài này.
Loài khỉ này chủ yếu sống trong môi trường tự nhiên, tuy nhiên hiện nay đã xuất hiện tại một số vườn thú.
Khỉ đuôi lợn có chiều dài thân là 430-695mm, dài đuôi là 150-320mm, khối lượng khoảng 14 kg. Bộ lông màu vàng nhạt, đỉnh đầu có đám lông đen, đuôi giống đuôi lợn.

## Danh pháp đồng nghĩa
- Macaca brachyurus (Hamilton Smith, 1842)
- Macaca broca Miller, 1906
- Macaca carpolegus (Raffles, 1821)
- Macaca fusca (Shaw, 1800)
- Macaca libidinosus I. Geoffroy, 1826
- Macaca longicruris (Link, 1795)
- Macaca maimon (de Blainville, 1839)
- Macaca nucifera Sody, 1936
- Macaca platypygos (Schreber, 1774)

## Hình ảnh

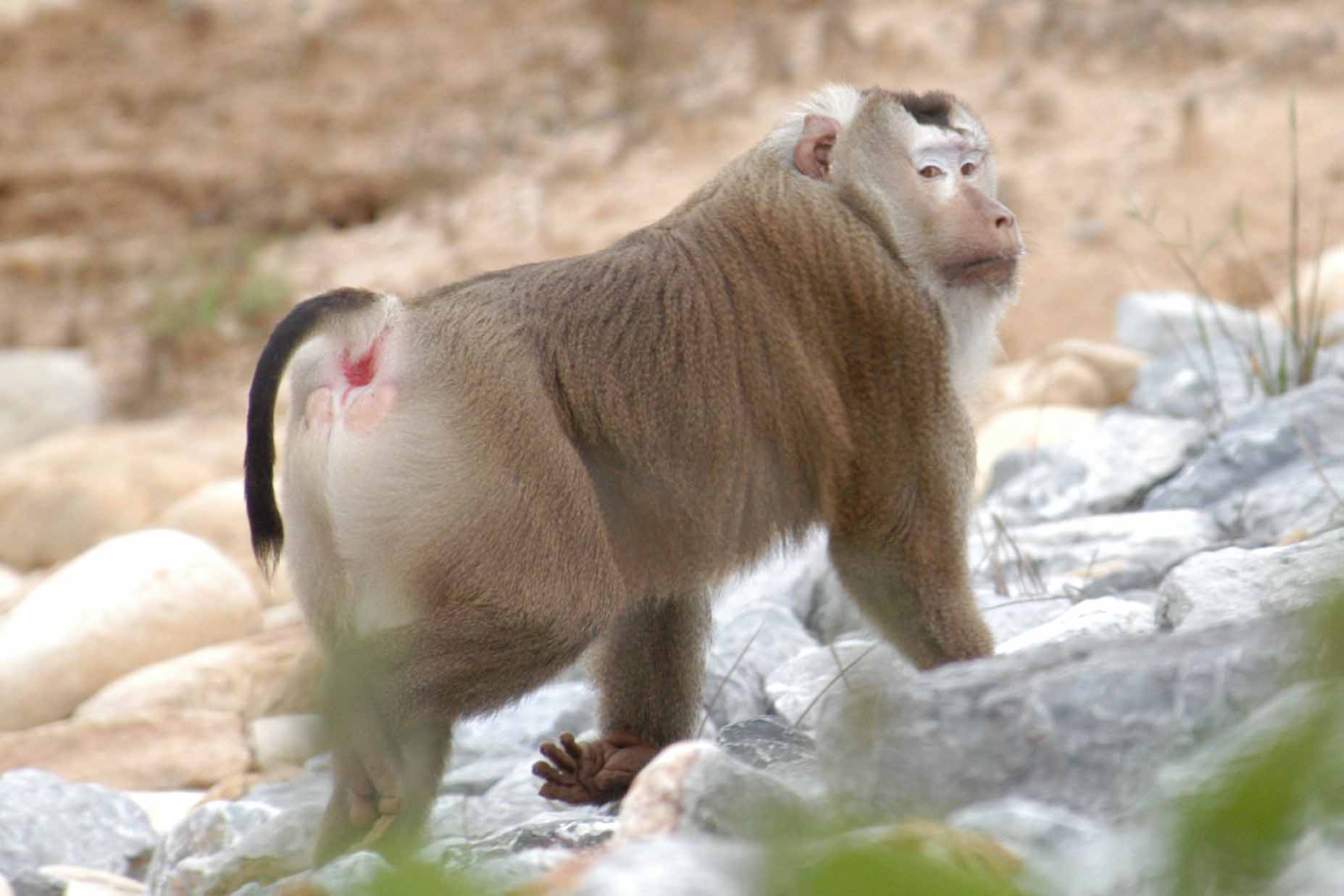
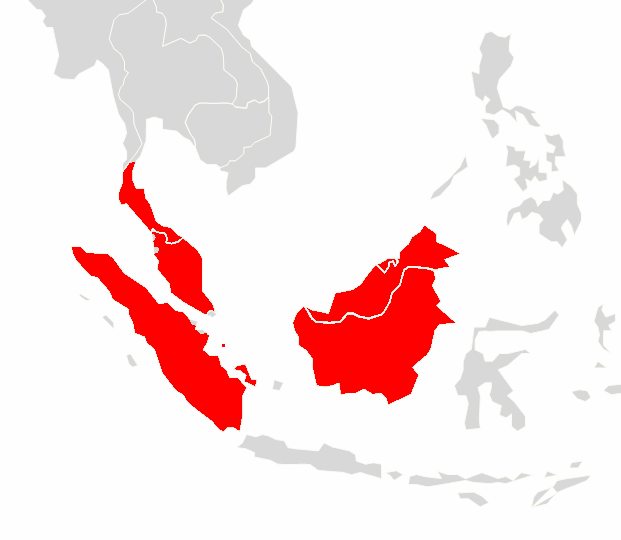
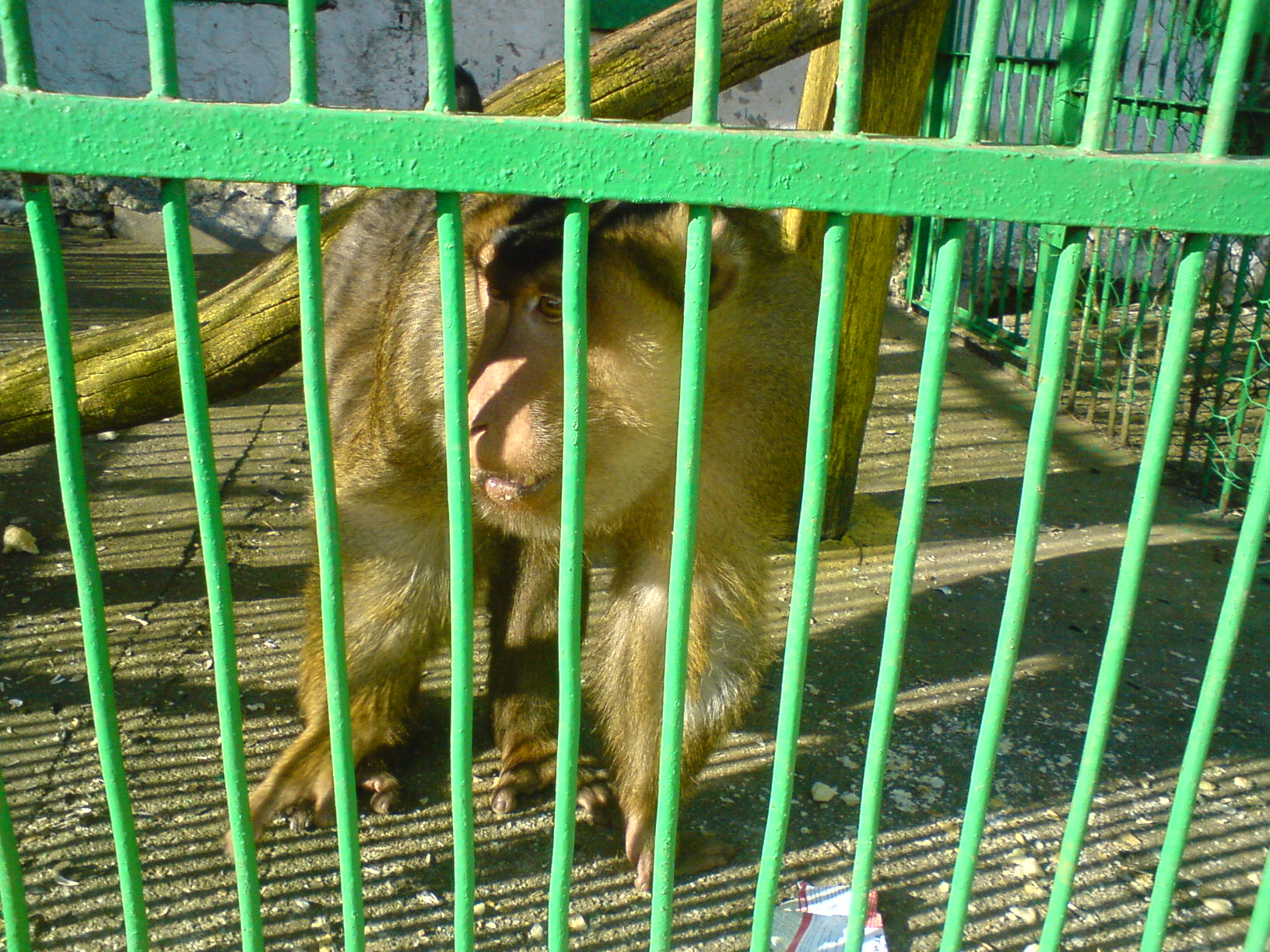
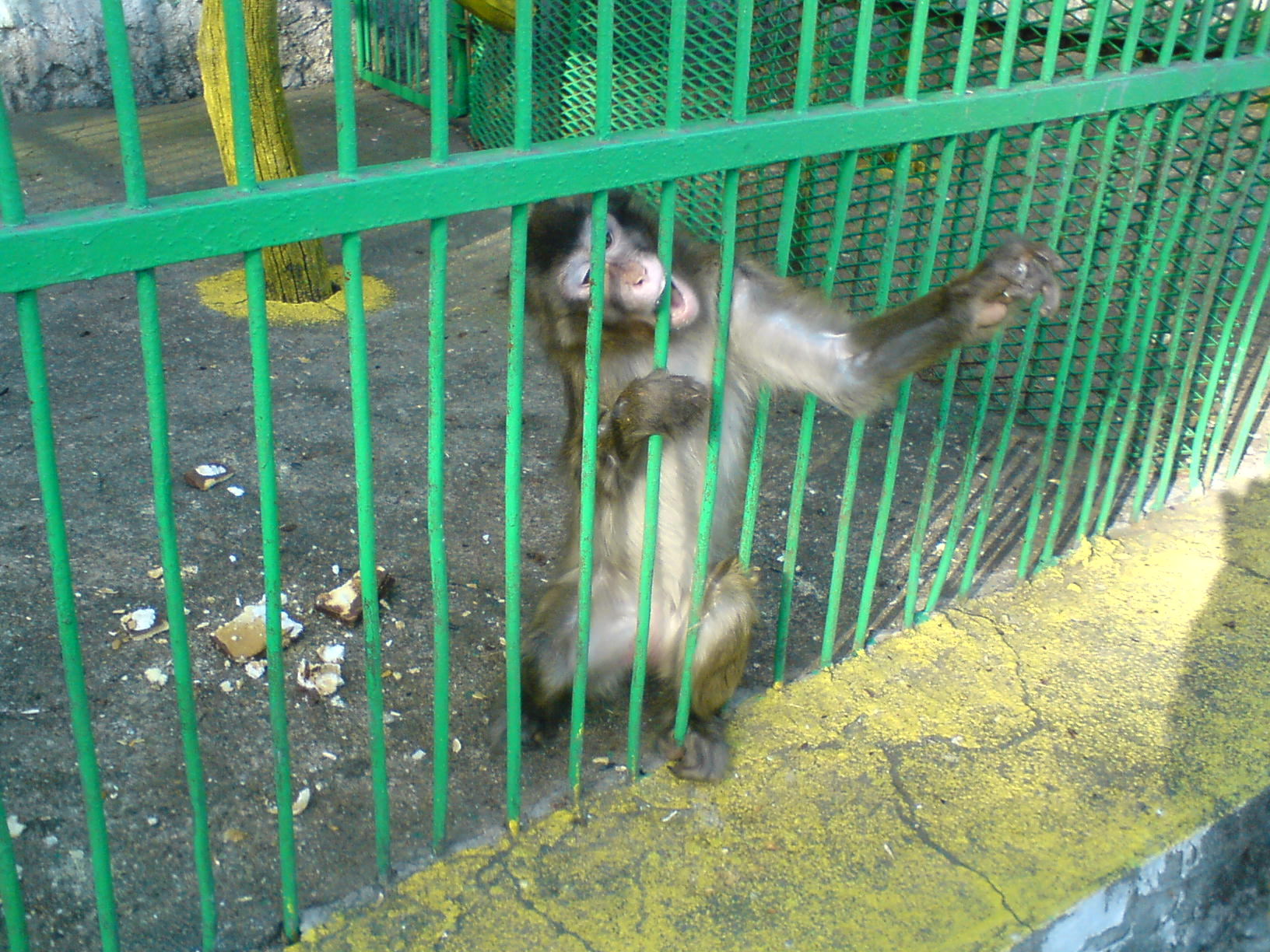